# Saint-Michel-de-Dèze
Saint-Michel-de-Dèze este o comună în departamentul Lozère din sudul Franței. În 2009 avea o populație de 210 de locuitori.

## Evoluția populației
| An        | 1975 | 1982 | 1990 | 1999 | 2006 | 2009 |
| --------- | ---- | ---- | ---- | ---- | ---- | ---- |
| Populație | 220  | 170  | 160  | 191  | 208  | 210  |